# حمله هوایی به مدرسه البراق
در ۹ نوامبر ۲۰۲۳، اسرائیل طی یک حمله هوایی مدرسه البراق را در خیابان لبابیدی در محله النصر در شمال شهر غزه بمباران کرد که توسط آژانس پناهندگان سازمان ملل (آنروا) به عنوان پناهگاه استفاده می‌شد. در این حمله دست کم ۵۰ نفر کشته و چندین زخمی گزارش شده‌است.

## رویداد
یک موشک اسرائیلی در صبح به مدرسه البراق برخورد کرد که هزاران نفر در زمان حمله در مدرسه زندگی می‌کردند.

## تلفات
ارتش اسرائیل ادعا می‌کند که احمد سیام (فرمانده حماس که «تقریباً ۱٬۰۰۰ نفر از ساکنان غزه را در بیمارستان رانتیسی گروگان گرفته بود») به همراه سایر عوامل حماس در این حمله کشته شدند.
این حمله منجر به کشته‌شدن حداقل ۵۰ نفر و زخمی شدن شد. در میان کشته‌شدگان کودکان نیز وجود داشتند. وزارت بهداشت فلسطین اعلام کرد که ده‌ها تن دیگر نیز زخمی شده‌اند.